# 피부색깔=꿀색
《피부색깔=꿀색》(프랑스어: Couleur de peau: miel)은 2012년 공개된 애니메이션 다큐멘터리 영화이다.

## 줄거리
어디에도 속할 수 없어, 삶이 가로막혔다고 느끼는 세상 모든 이들을 위해 감독은 어떻게 그 먼 곳까지 보내지게 되었는지, 그동안 어떻게 살아왔고 어떻게 해서 지금 여기 이 자리에 있는지 담담히 고백하고 있다. 성공한 만화작가와 감독이 되어서도 떨치지 못하는 마음 속 깊은 곳의 그리움. 중년의 나이에도 그는 여전히 벨기에에서도, 이곳에서도 이방인이다. 국적 벨기에, 서양인 양부모 밑에서 자란 한국인. 입양 어머니에게 ‘썩은 사과’로 불렸던 반항아. 부모의 관심을 잃고 자신의 존재가 잊혀질까 두려웠던 소년 ‘융’.

## 수상
- 제32회 제23회 자그레브 국제 애니메이션 영화제 그랑프리
- 제23회 자그레브 국제 애니메이션 영화제 관객상
- 제36회 안시 국제애니메이션 페스티벌 유니세프상
- 제36회 안시 국제애니메이션 페스티벌 장편부문 관객상